# 변분 오토인코더

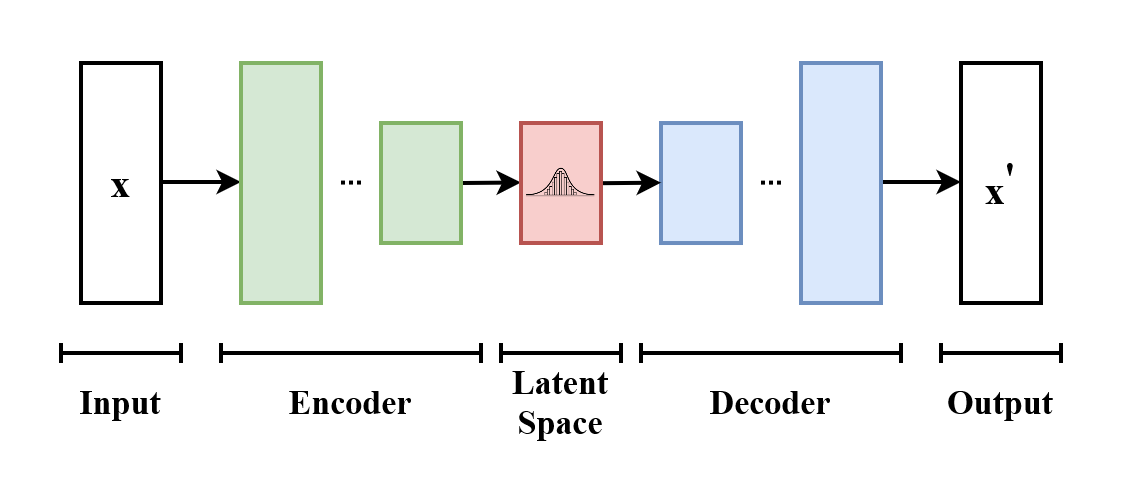
변분 오토인코더의 기본 구조. 인코더가 입력 를 받아서 잠재 공간으로 압축하고. 디코더가 잠재공간에서 결과를 받아서 입력과 가까운 로 복원한다.

변분 오토인코더(Variational autoencoder, VAE)는 변분 베이즈 방법의 변분추론(variational inference), 증거 하한(evidence lower bound, ELBO)을 이용해서 입력 확률 분포를 학습하고 입력 확률 분포에 가까운 값을 만들어내는 오토인코더이다.

## 같이 보기
- 오토인코더
- 생성적 적대 신경망